# О-Медок

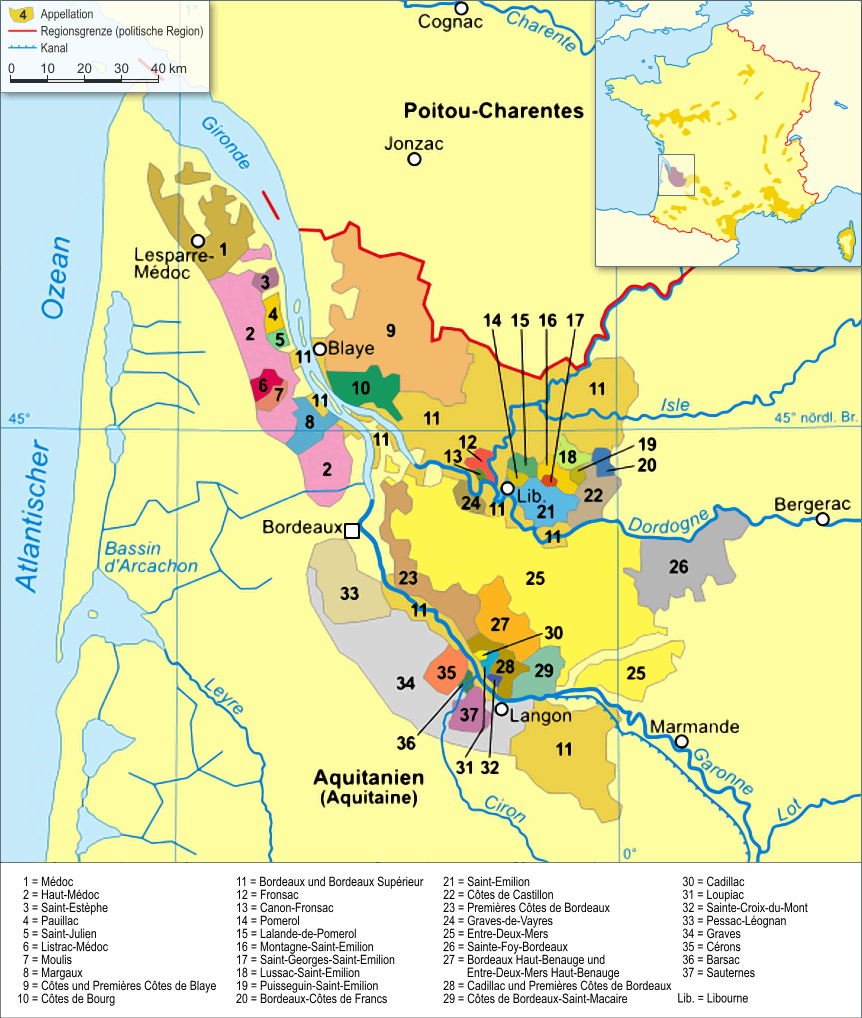
Винодельческие районы Бордо: О-Медок обозначен номером 2

Верхний Медок, или О-Медок (фр. Haut-Médoc) — это субрегиональный апелласьон Бордо, на левом берегу эстуария Жиронда. Покрывает бо́льшую часть виноградарских земель вдоль полуострова Медок общей длиной 60 километров. На юге соседствует с городом Бордо.
Из пятнадцати винодельческих коммун О-Медок восемь расположены вдоль берега Гаронны и Жиронды:  Blanquefort, Parempuyre, Ludon, Macau, Arcins, Lamarque, Cussac, Saint-Seurin-de-Cadourne. Остальные семь коммун находятся не у берега: Le Taillan, Le Pian-Médoc, Avensan, Saint-Laurent-Médoc, Saint-Sauveur, Cissac, Vertheuil.
Все 15 винодельческих коммун имеют право выпускать вина под наименованием Haut-Médoc АОС, но 9 из них также попадают под более ограниченные, коммунальные апелласьоны, которых всего шесть:
- Listrac-Médoc
- Moulis-en-Médoc
- Margaux
- Pauillac
- Saint-Estèphe AOC
- Saint-Julien

Лишь шесть из 61 производителей красных вин, включённых в классификацию 1855 года, расположены за пределами четырёх последних коммунальных аппеллясьонов. Некоторые из производителей Верхнего Медока, находящихся за их пределами, получили признание в рамках классификации 1932 года как крю-буржуа.
К 19 веку винодельческий регион О-Медок был одним из самых процветающих во Франции, с винами, которые имели международную репутацию, не имевшую аналогов до конца 20 века.